# Рафии, Абд ар-Рахман
Абд аль-Рахман ар-Рафии (Абдаррахман Рафаи, араб. عبد الرحمن الرافعي‎, Abd al-Rahman al-Rafai; 8 февраля 1889, Эль-Мансура — 3 декабря 1966, Каир) — египетский историк, политический и государственный деятель. По профессии адвокат.
Посвятил свою жизнь изучению роли национального движения в истории современного Египта. Его самая известная работа — 16-томная история Египта в новое и новейшее время (XVIII—XIX веков), написанная с патриотических антиимпериалистических позиций и основанная на большом фактическом и документальном материале.

## Биография
Родился в Египте, хотя его семья была родом из стран Леванта. Он провёл большую часть своей жизни в Каире, но перебрался в Александрию для учёбы. В 1908 году окончил юридическую школу Хадавиа. Сразу после выпуска он занимался юриспруденцией менее месяца, пока известный юрист и историк Мохаммад Фарид не попросил его стать редактором газеты генерал-майора Аль-Сана «Аль-Лива», что оказалось первым шагом в его жизни как историка и политика.

## Политика
В 1907 году он вошёл в египетскую национальную партию «Ватан» во главе с Мустафой Камиль-пашой, который также был журналистом и политическим деятелем. В этот момент ар-Рафии начал интересоваться взаимосвязью национальной истории с точки зрения национального самосознания, а также возникновения и развития современного национального государства. Ар-Рафии станет одним из руководителей партии и будет состоять в ней до роспуска в 1953 году.
За свою политическую карьеру ар-Рафии был активным участником национально-освободительного движения, сотрудником националистической газеты «Аль-Лива», депутатом парламента (1923—1944), сенатором (1944—1951) и министром снабжения (1949).

## Вклад
Ар-Рафии начал писать в раннем возрасте. Его первая книга «Права народа» ("حقوق الشعب") была написана в 1912 году. В этой работе он продемонстрировал свои политические взгляды, описав такие вопросы, как конституционное правление и национальная независимость, верховенство закона и права человека в различных аспектах ислама. Он также обсуждал в своей книге европейское Просвещение.
Его вторая книга «Союзы сельскохозяйственной кооперации» ("نقابات التعاون الزراعي"), вышедшая в 1914 году, обращала внимание народа на важность развития сельских территорий и образования. Ар-Рафаи подчеркивал, что образование для всех должно быть гарантировано государством и стать приоритетом его деятельности. Третья книга, «Национальные общества» ("الجمعيات الوطنية", 1922) говорит о взаимосвязи между социальной и политической сплоченностью и экономическим ростом.
Самое известное достижение историка — 16-томная работа о новой истории Египта, которую он закончил только к пятидесяти годам.
Многочисленные историки согласны, что Ар-Рафаи собрал и исследовал наибольшее количество данных по этой теме, которые могли быть тогда известны, поэтому его работа стала прочной основой для истории систематики в Египте и арабском мире в целом.

## Сочинения
- Саура сана 1919 (Восстание 1919 г.), 2 изд., Каир, 1955;
- Фи акаб ас-саура аль-мисрия (Вслед за египетским восстанием), 2 изд., Каир, 1959;
- Саура 23 юлия 1952 (Революция 23 июля 1952), Каир, 1959;
- Аз-Заим Ахмед Ораби (Вождь Ахмед Ораби), Каир, 1961.

Русский перевод
- Восстание 1919 года в Египте. История национально-освободительного движения 1914—1921 годов. — М.: Иниздат, 1954.